# Kramarovci
Kramarovci este o localitate din comuna Rogašovci, Slovenia, cu o populație de 60 de locuitori.